# Телефонний переклад
Телефонний переклад — це різновид усного перекладу, що полягає в приєднанні оператора-перекладача до розмови, яку веде клієнт зі своїм іноземним партнером, і перекладу усного мовлення з однієї мови на іншу. Зазвичай у телефонних розмовах використовується послідовний переклад, тобто переклад відбувається після завершення висловлювання доповідачем.
Телефонний переклад — це один зі способів реалізації усного перекладу. До інших його видів відноситься переклад при зустрічі та дистанційний відеопереклад для глухих та людей із вадами слуху.

## Хронологія
- 1973 рік: Австралія запроваджує телефонний переклад як безкоштовну послугу для задоволення потреб іммігрантських спільнот.
- 1981 рік: у США з'являється перша телефонна служба перекладу (Over-the-Phone Interpretation).
- 1981—1990 рр.: телефонний переклад стає частиною таких основних галузей США, як-от фінансові послуги, телекомунікації, охорона здоров'я та громадська безпека.
- 1991—2000 рр.: попит на телефонний переклад значно зростає; на це вплинули такі фактори: низькі ціни на міжміські дзвінки, можливість зробити безкоштовний виклик та імміграційні тенденції.
- 1995 рік: бюро перекладів Kevmark, пізніше відоме як CyraCom, патентує стаціонарний телефон із додатковою слухавкою, пристосований для телефонного перекладу.
- 1999 рік: Компанія AT&T продає бюро перекладів Language Line Services.
- З 2000 року: телефонний переклад вдосконалюється; для користувачів дедалі більшого значення набувають більша швидкість з'єднання, якість перекладу та обслуговування клієнтів.
- 2005 рік: ринок телефонного перекладу в США нараховує приблизно 200 млн доларів.
- 2013: Language Lines Services придбала компанію Pacific Interpreters.
- 2016: компанія Teleperformance (Франція) оголосила про свої плани придбати LanguageLine Solutions за 1,52 млрд $.

## Провайдери
На сьогодні є багато організацій (комерційних, урядових, некомерційних та їх внутрішні підрозділи), які надають послуги перекладу телефонних розмов. Наприклад, така служба є в Австралії, Південній Африці та Новій Зеландії.

### США
У Сполучених Штатах телефонний переклад широко використовується у федеральних судах. Також доступні та широко розповсюджені місцеві провайдери. Велика кількість комерційних провайдерів пропонує телефонний переклад на більше ніж зі 150 мов. Деякі провайдери стверджують, що вони можуть з'єднати користувача з оператором-перекладачем у будь-який час за лічені секунди. Ця послуга також наявна в деяких лікарнях та інших закладах охорони здоров'я.
Основними провайдерами телефонного перекладу є:
- Language Line Services

- CyraCom International

- Pacific Interpreters

У 2009 році компанія CyraCom була другим за величиною провайдером у світі, поступаючись місцем лише Language Line Services, а Pacific Interpreters посіла п'яту сходинку.
У 2013 році Language Line Services придбала компанію Pacific Interpreters.

### Велика Британія
Language Line Inc.— це американський комерційний провайдер усних перекладацьких послуг, який у 2006 році зареєстрував у Великій Британії благодійну організацію з такою ж назвою: британський громадський активіст Майл Янг (Michael Young) звернув увагу на те, що через мовний бар'єр якість медичного обслуговування національних меншин у Лондонському Королівському госпіталі (Royal London Hospital) була нижче. У 1990 році він отримав грант на надання безкоштовних послуг перекладу телефонних розмов. Його наступним клієнтом стала поліція Острову Собак, а пізніше він почав обслуговувати корпоративних клієнтів та перетворив благодійний сервіс на комерційний.
На сьогодні цю послугу надає основна частина компаній, більшість із яких — у міжнародному масштабі. Різноманіття організацій охоплює як загальний усний переклад, так і пов'язаний із певними галузями, — наприклад, правом, медициною, фармацевтикою тощо.

## Обладнання
Зазвичай послугою перекладу телефонних розмов користуються за допомогою телефону або комп'ютера з VoIP. Проте якщо обидва співрозмовники перебувають в одному місці, використання телефону із двома трубками може значно полегшити цей процес. Також іноді використовують гучномовець, хоча це може викликати проблеми з конфіденційністю та створити додаткові труднощі перекладачу через фоновий шум, який заважає сприйняттю тексту.
Уперше стаціонарний телефон із додатковою трубкою запропонувала компанія CyraCom — провайдер послуги перекладу телефонних розмов. Існує також варіант, зроблений спеціально для уряду Великої Британії. Зазвичай такі компанії здають в оренду або продають телефони своїм клієнтам.
Якщо один із абонентів має порушення слуху або мовлення, спілкування за допомогою сурдоперекладача може здійснюватися по відеозв'язку.
Деякі провайдери (наприклад, CyraCom) розробили мобільні додатки для надання послуг перекладу. За допомогою мобільного додатку компанії CyraCom медпрацівники можуть зв'язатися з перекладачем по телефону та зекономити час на спробах зрозуміти своїх пацієнтів, що говорять іноземною мовою.

## Принцип роботи
Забезпечення телефонного перекладу зазвичай здійснюється за двома принципами:
- Автоматизований: у цьому випадку використовується додаток Interactive Voice Response (IVR) для перетворення усної або введеної на DTMF-клавіатурі (клавіатури із тональним набором) інформації на запит на з'єднання з перекладачем конкретної мови (позначеної мовним кодом). Деякі компанії, наприклад, CyraCom, використовують цю технологію розпізнавання голосу, щоб заощадити час клієнтам, яким потрібно швидко зв'язатися з перекладачем, тоді як раніше для цього спочатку треба було знайти тризначний мовний код.
- За допомогою оператора: у цьому випадку оператори служби підтримки відповідають на дзвінок, отримують від абонента необхідну інформацію, що полегшує підключення до перекладача. Цей варіант більше підходить для центрів обслуговування екстрених викликів, тому що в цьому випадку клієнт зазвичай не знає мовного коду.

Крім того, деякі компанії використовують поєднання цих двох принципів, завдяки чому клієнт може, наприклад:
- Зателефонувати в службу підтримки
- В системі Interactive Voice Response (IVR) за допомогою клавіатури ввести персональний «код облікового запису»
- Зв'язатись з оператором кол-центру, який швидко отримає інформацію про абонента та допоможе у розв'язанні питань, які належать до його компетенції.

## Сфери застосування
Телефонний переклад широко використовується в ряді установ, включаючи заклади охорони здоров'я, кол-центри державних та фінансових організацій, центри обслуговування екстрених викликів (наприклад, 911 або 112) та ін. Особливо доцільно використовувати телефонний переклад, коли обидва абоненти в будь-якому разі спілкувалися б по телефону, — наприклад, дзвінки між клієнтами та кол-центрами, громадянами та центрами обслуговування екстрених викликів тощо. Також телефонний переклад можна використовувати для прийому заяв на роботу через телефон та для допомоги клієнтам у вирішенні проблем з обліковим записом.
Дистанційний усний відеопереклад особливо корисний, коли один з абонентів має порушення слуху або мовлення. Тоді переклад здійснюється в межах однієї й тієї ж мови: з французької жестової мови на усну французьку, з іспанської жестової мови на усну іспанську, з британської жестової мови на усну британську англійську, з американської жестової мови на усну американську англійську (оскільки британська жестова мова відрізняється від американської) тощо. Також є сурдоперекладачі-поліглоти, здатні перекладати між принципово різними мовами (наприклад, з іспанської жестової мови на усну англійську), хоча їх і не так багато. Ця справа вимагає від перекладача значних зусиль, оскільки жестові мови відрізняються від природних власною конструкцією та синтаксисом.

## Ринок
У 2007 році світовий ринок телефонного перекладу оцінили на 700 млн доларів, з яких приблизно 500 млн припадають на США. За оцінками незалежного аналітичного агентства Common Sense Advisory, у 2012 році ринок складе близько 1,2 млрд доларів, що на 70 % більше, ніж у 2007-му. Ринок телефонного перекладу носить глобальний характер і включає в себе компанії з США, Нідерландів, Швеції, Франції, Сполученого Королівства, Канади, Індії, Китаю, Норвегії, Іспанії та Гонконгу.